# Clésio Ferreira
Clésio de Sousa Ferreira (Amarante, 24 de outubro de 1944 - Brasília, 6 de julho de 2010) foi um compositor, cantor e professor brasileiro de origem piauiense radicado em Brasília.

## Biografia
Segundo filho de Alice e Matias Ferreira, mudou-se para Brasília com 20 anos, em 1964, para morar com o irmão mais velho, Climério Ferreira. Em 1965, o restante da família veio para a capital do país. Formou-se no curso de Letras Português da Universidade de Brasília (UnB) no início da década de 1970. Começou a dar aulas de matérias relacionadas à língua portuguesa. Na mesma década, começou a compor e participar de festivais de música.
Também no início dos anos 70, Clésio começou a fazer músicas com os irmãos Climério Ferreira e Clodo Ferreira. Em 1976, participaram do programa Mambembe, a vez dos novos, da TV Bandeirantes, produzido por Walter Silva. Os irmãos Ferreira apresentaram juntos seus trabalhos individuais. Clodo conta que o produtor do programa entendeu que formavam um trio. Até hoje, Clodo e Climério afirmam que não eram um trio, eles "tocavam juntos”. Em 1976, o cantor cearense Ednardo convidou os irmãos Clodo, Climério e Clésio para gravar um disco. Desse convite nasceu São Piauí.
Ficou conhecido nacionalmente por causa da música Revelação, primeiro sucesso radiofônico de Raimundo Fagner (incluida no álbum Eu Canto - Quem Viver Chorará). Compôs a melodia para o poema Memória, de Carlos Drummond de Andrade. 